# Мамди (Чад)
Мамди (араб. Muqāṭaʿâtu Māmdī‎, مقاطعة مامدي, фр. Mamdi) — один из 2 департаментов административного региона Лак в республике Чад. Департамент Мамди является 16-м по величине (среди 63 департаментов Чада) по количеству населения — 222 899 человек (114 580 мужчин и 108 319 женщин).

## Префектуры
После последних изменений в административном делении департамент включает в себя 5 подпрефектур:
- Бол;
- Багасола (фр. Bagassola)[5];
- Дабу (фр. Daboua)[5];
- Кангалам (фр. Kangalam);
- Лива (фр. Liwa)[6].

## Префекты
- 9 октября 2008 года: Ахмат Усмане Гадая (фр. Ahmat Ousmane Gadaya)[7];
- 9 января 2016 года: Мболо Аффоно Чарими (фр. Mbolou Affono Tcharimi)[8].